# 圣佑庙
圣佑庙，俗称“喇嘛昭”，蒙古语名“博格达夏格松”（卫拉特蒙古语：ᡋᡇᠷᡍᠠᠨ
ᡋᠠᡎᠱᡅ
ᡅᠨ
ᠰᡉᡏᡄ ），藏语俗名“吉金铃”，位於新疆维吾尔自治区伊犁哈萨克自治州昭蘇縣城西北約2公里处，是一座藏传佛教格鲁派寺院，也是新疆现存规模最大的藏传佛教寺院古建筑。2001年被定為全國重點文物保護單位。

## 歷史
圣佑庙地处洪纳海河旁边，位于昭苏县城区，交通便利。传说当年蒙古族左翼厄鲁特营建立之后，最初建在今察汗乌苏蒙古族乡境内，后来又多次迁建，最后选址昭苏洪那海沟口，并从北京请来李照福等80多位工匠，於光绪十九年开始兴建该寺，光绪二十年五月（1894年）动工，经过4年，耗费10万两白银，於光绪二十四年（1898年）才建成该寺。圣佑庙是其周边地区蒙古族牧民求神祈福的场所。
光绪二十四年（1898年）圣佑庙建成后，为小喇嘛学经开办了经文学校。民国28年（1939年），在圣佑庙设立民众学校。
过去该寺喇嘛很多，香火兴旺。后来因受文化大革命影响，不少喇嘛被迫离寺，该寺无人看守，寺内财物遭洗劫。1977年，国家2次拨款共74万元人民币修缮该寺。1984年，全国人大常委会副委员长、西藏活佛十世班禅到昭苏视察，曾专门到该寺参拜并举行宗教仪式，吸引了许多朝拜者前来。如今，该寺每年举办四次大型佛事活动，其中以农历正月十五日的弥勒佛诞辰日（麦德尔节）活动最隆重，其他还有农历十二月二十五日的弥勒佛逝世日、农历十月二十五日的宗喀巴逝世日等等。
2001年6月，圣佑庙被列为第五批全国重点文物保护单位。
2003年12月1日，昭苏县境内发生里氏6.1级地震，全国重点文物保护单位圣佑庙、格登碑受损。其中，格登碑的防护亭倒塌，碑体后倾，碑座出现大裂缝。圣佑庙后殿全部倒塌，大雄宝殿及配殿的墙体出现宽裂缝，配殿的屋檐倒塌，前殿及山门的屋顶部分坍塌。国家文物局和新疆维吾尔自治区文物局随即拨出专款570万元人民币，对这两处文物保护单位进行维护，维护工程自2005年5月16日正式开工。

## 建筑
圣佑庙现存建筑8座，建筑面积2000平方米，寺庙占地面积数百亩。整个寺院坐北朝南，中轴线上依次为：照壁、山门、前殿、大雄宝殿、置佛像点、后殿；两侧有东、西配殿，为喇嘛休息用的僧房；两侧还各有一座平面呈六角形的双层檐楼，檐楼各角上翘，东侧楼上悬挂一口大钟，西侧楼上置有一面大鼓，故分别称钟搂、鼓楼。
该寺的主体建筑大雄宝殿，雕梁画栋，飞檐斗拱，沥粉鎏金，正壁以及殿廊上分别绘制有中原风格的壁画、廊画，内容为鸟兽、花卉、传说、故事等等。大雄宝殿前，悬有汉文“敕建圣佑庙”匾额。殿内设有数百尊佛像，挂有来自西藏的帐幔、旗幅。大雄宝殿平面呈正方形，共分两层，一层面阔七间，二层面阔五间，四周围廊。一层现供奉十世班禅和成吉思汗的画像，橱柜内供奉历代喇嘛的遗物，墙上悬有自布达拉宫请来的佛像、佛脚像。佛楼上的蒙古包内，祭坛上摆满佛像及各种金银祖鲁杯。寺院内遍布古树，僧众伴随着晨钟暮鼓从事各项佛教活动。